# 筑後大川駅
筑後大川駅（ちくごおおかわえき）は、かつて福岡県大川市大字小保に設置されていた、日本国有鉄道（国鉄）佐賀線の駅（廃駅）である。佐賀線の廃止に伴い、1987年（昭和62年）3月28日に廃駅となった。

## 歴史
- 1933年（昭和8年）6月17日：国有鉄道佐賀線筑後柳河 - 当駅間開業にともない設置[1]。一般駅[1]。
- 1935年（昭和10年）5月25日：佐賀 - 当駅間が開業し、佐賀線が全通。
- 1971年（昭和46年）10月20日：業務委託駅となる[2]。
- 1978年（昭和53年）6月15日：貨物取り扱い廃止[1]。
- 1984年（昭和59年）2月1日：荷物取り扱い廃止[1]。
- 1987年（昭和62年）3月28日：佐賀線の全線廃止に伴い、廃駅となる[1]。

## 駅構造
廃止時は単式ホーム1面1線と島式ホーム1面2線を持つ業務委託駅で、急行「ちくご」の停車駅であった。昭和20年代ごろまで同駅から若津港までの引込線があった。

## 駅跡
現在は記念碑が残され、ハローワークおよび道路に整備されている。

## 隣の駅
日本国有鉄道
佐賀線
筑後若津駅 - 筑後大川駅 - 東大川駅